# Конклав 1314—1316 годов

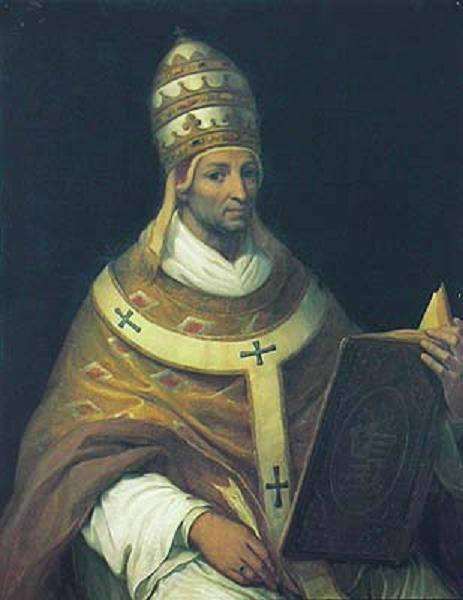
Иоанн XXII

Конклав 1314—1316 годов был созван после смерти Папы Климента V и завершился избранием кардинала Жака д’Юэза, который принял имя Иоанна XXII.
Конклав продолжавшийся с 1 мая 1314 года по 7 августа 1316 года, начался в апостольском дворце Карпантры, а затем был продолжен в доминиканском монастыре в Лионе, являлся одним из самых продолжительных конклавов в истории Римско-католической церкви и первым конклавом Авиньонского папства. Длительность конклава была обусловлена разделением кардиналов на три фракции: 
- итальянскую (Орсини, Альберти, Стефанески, Каэтани, Лонги, Фиески и оба Колонна);
- гасконскую (де Пеллегрю, де Фальгьер, Нувель, Тесте, де Фарж, де Гарв, д’О, дю Фур, Раймон и Годен);
- французско-провансальскую (оба Фредоля, дю Бек-Креспен, Канье де Фреовилль, де Мандагу и д’Юэз)[1].

Итальянская фракция хотела вернуть папство в Рим, гасконская фракция, состоявшая в основном из родственников предыдущего Папы Климента V, хотела сохранить привилегии и власть, которыми они пользовались во время его правления, а французы и провансальцы выступали против этих целей итальянской и гасконской фракций.

## Кардиналы-выборщики
Среди кардиналов-выборщиков было необычно много кардиналов-племянников по двум причинам: во-первых, предыдущий понтифик Климент V только что установил рекорд по количеству кардиналов-племянников, возведенных в сан одним понтификом, который вскоре был превзойден Папой Климентом VI, а во-вторых, Климент V правил достаточно долго, поэтому единственными выжившими итальянскими кардиналами были только те, кто были возведены в кардиналы, в юношеском возрасте и, как правило, были родственником Папы, который их сделал кардиналами.

## Процедура
Если бы конклав проходил по правилам, предписанным Климентом V в «Ne Romani» (1312 год) и Папой Григорием X в «Ubi periculum» (1274 год), кардиналы-выборщики должны были бы собраться в той епархии, где находилась курия (место где заслушивались послания и апостольские дела), а местные магистраты имели право заставить покидающих кардиналов остаться. Действительно, выборы начались в этом месте, в епископском дворце Карпантра (к северо-востоку от Авиньона), где присутствовали 23 из 24 имеющих право кардиналов (Фиески всё ещё находился в Италии).
Итальянские кардиналы открыли конклав, пытаясь заручиться поддержкой провансальских кардиналов, предложив кандидатуру лангедокского юриста и коллеги кардинала Гийом де Мандагу (который обещал восстановить папство в Риме и положить конец господству гасконцев), которого гасконцы смогли победить благодаря личному противодействию лангедокского кардинала Беренже де Фредоля старшего. После этого быстро образовалась патовая ситуация, и на улицах вспыхнули споры между слугами итальянских и гасконских кардиналов, усугубляемые бандами наёмников, нанятыми гасконскими кардиналами-племянниками Климента V, и телом Климента V, всё ещё лежащим на городской площади. После того, как наёмники открыто осадили конклав и дом, в котором жили итальянские кардиналы, итальянские кардиналы бежали 24 июля 1314 года, а остальная часть Коллегии кардиналов рассеялась по Авиньону, Оранжу и Валансу.
Поскольку и гасконские, и итальянские кардиналы угрожали провести свои собственные выборы (и, таким образом, начать новую схизму), король Франции Филипп IV Красивый созвал группу юристов, для решения этого вопроса, но умер 29 ноября 1314 года. Его сын, Людовик X Сварливый, отправил миссию для разгона гасконских кардиналов и организовал их новую встречу в Лионе через своего эмиссара — своего брата Филиппа, графа Пуатье (будущего Филиппа V Длинного), в марте 1316 года. Однако Людовик X умер, и Филипп, вынужденный вернуться в Париж, чтобы преследовать свои интересы, запер кардиналов в доминиканском монастыре в Лионе, оставив графа де Форе охранять конклав 28 июня 1316 года (ранее, чтобы собрать кардиналов, Филипп пообещал кардиналам, что не будет их запирать, но заявил, что угроза схизмы отменит это обещание).
В этот момент гасконская фракция выдвинула кандидатуру умеренного члена своих рядов — Арно Фурнье, чья кандидатура была отклонена графом по указанию Филиппа . Конклав зашёл в тупик вокруг кандидатур Пеллегрю, Мондагу и Фредоля. После ссоры между Наполеоне Орсини и Пьетро Колонна последний поддержал гасконцев, выйдя из тупика. Этот конклав был последним, на котором комитету по компромиссу было поручено выбрать кандидата для представления собравшимся кардиналам. Они предложили Жака д’Юэза в качестве компромиссного кандидата голосами части итальянской фракции (которая начала опасаться влияния Колонны), части гасконцев, графа и Роберта Неаполитанского. Голосование было проведено единогласно после Accessus, то есть позволения выборщикам изменить свои голоса. Последним пунктом в пользу д’Юэза со всеми фракциями был тот факт, что ему было 72 года. Когда д’Юэз был избран 7 августа, он взял имя Иоанн XXII.

## Последствия

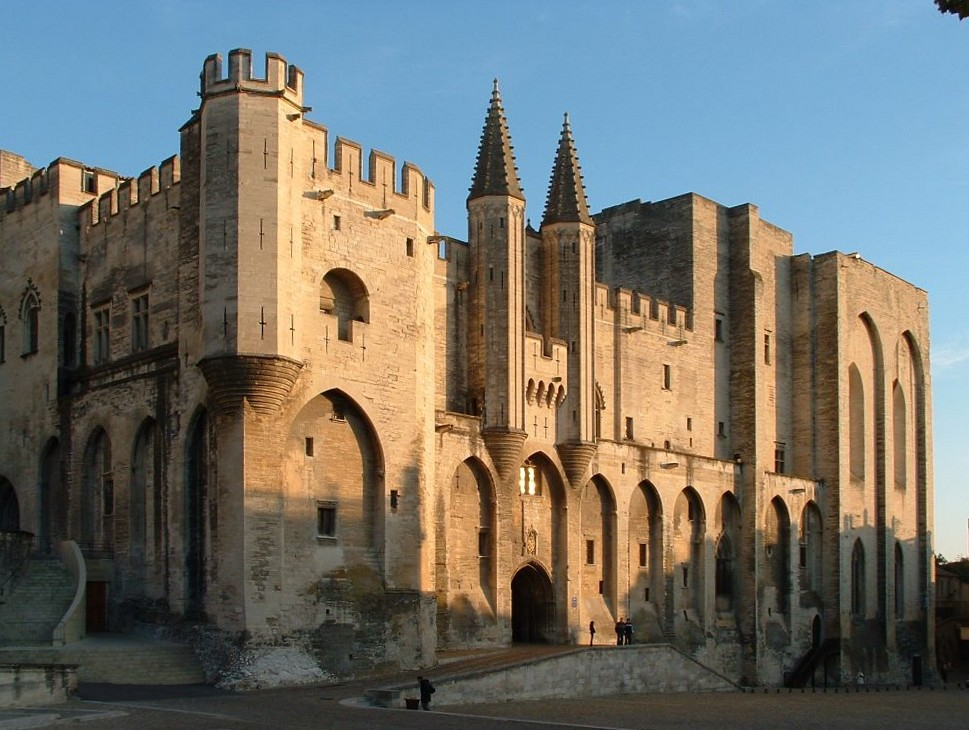
Папский дворец в Авиньоне

Когда Папа Иоанн XXII вновь открыл спорные дела перед курией 1 октября в Авиньоне, место папства во Франции, казалось, было обеспечено навсегда, поскольку ожидалось, что процент итальянцев в Коллегии будет только снижаться. Хотя ожидалось, что Иоанн XXII умрёт быстро, он прожил до 1334 года, достигнув 90-летнего возраста. Ранние споры Иоанна XXII с францисканцами, которых он преследовал из-за их взглядов на бедность, и Людвигом Баварским, чьи притязания на Священную Римскую империю он оспаривал, слились воедино, когда Людвиг провозгласил Иоанна XXII низложенным в Риме и с помощью электората из тринадцати римских священнослужителей 18 апреля 1328 года избрал францисканца Пьетро да Корбара антипапой Николаем V. Позиция Иоанна XXII в курии еще больше уменьшилась в конце его понтификата, когда он продвигал непопулярную теологическое мнение, согласно которой святые не встретятся с Богом до Страшного суда.
В то время как Климент V жил в качестве гостя в доминиканском монастыре Авиньона, Иоанн XXII начал строительство Папского дворца на берегу Роны в Комта-Венессен. Последовательно были избраны ещё пять французских пап — Бенедикт XII (1334—1342), Климент VI (1342—1352), Иннокентий VI (1352—1362), Урбан V (1362—1370) и Григорий XI (1370—1378), которые оставаясь в Авиньоне и увеличивали подавляющее большинство французов в Коллегии кардиналов. Когда папство действительно вернулось в Рим после возвращения Григория XI в Италию, чтобы преследовать свои имущественные претензии в Папской области во время Войны восьми святых, результатом этого стал Великий западный раскол.